# غيورغ فيليب تيليمان
غِيُورْغْ فيليب تيليمان (بالألمانية: Georg Philipp Telemann) مؤلف موسيقي كلاسيكي ألماني ولد في ماغدبورغ سنة 1681 وتوفي في هامبورغ سنة 1767 عاش أثناء الفترة الباروكية، قام في أعماله باستخلاص الأساليب الموسيقية الأوربية التي كانت معروفة في عصره (على غرار ما فعل هاندل)، وتشهد له بذلك قطع الأوبرا والباسيوناتا التي ألّفها، وكذا موسيقاه الآلاتية (السوناتات، المتتابعات، الكونشرتوهات والافتتاحيات). نظرا للعدد الهائل من التآليف الموسيقية التي تركها، يُعد تيليمان أخصب مؤلف معروف في تاريخ الموسيقى الغربية.

## مقدمة
كان تيلمان أعظم مؤلف موسيقي ألماني في النصف الأول من القرن الثامن عشر – على الأقل هذا ما فكروا فيه في هذا الوقت. اليوم ننظر لصديقه وزميله يوهان سباستيان باخ (الذي أصبح قائد المنشدين في لايبزج فقط لأن تيلمان رفضه) على أنه أعلى منه بلا حدود، في حين نعامل تيلمان على أنه منتج وسطحي. كان بالتأكيد غزير الإنتاج بشكل رائع فكتب ضمن أشياء أخرى نحو أربعين أوبرا و 46 مقطوعة آلام وخمس مجموعات من الكنتاتا للسنة الدينية اللوثرية. ويوجد بعض العدل لتهمة السطحية: القدرة على الكتابة بأي أسلوب مطلوب منه، لم يكتب عملا واحدا يبرز على أنه مميز له. مع ذلك في أفضل حالاته موسيقى تيلمان لها طابع غنائي متفاءل بتطلع إلى أسلوب هايدن وموتسارت.

## حياته
ولد تيلمان في ماجدبرج في أسرة من الطبقة المتوسطة. كان والده وأخوه مثل كثير من أسلافه رجال دين ورغم إبدائه مهارة في الموسيقى منذ سن مبكرة (كتب أول أوبرا له في سن 12) كان مقرر أن يعمل جورج فيليب في مهنة محترمة بالمثل. عام 1701 التحق بجامعة لايبزج دراسة الحقوق لكن بمجرد اكتشاف الآخرين لمواهبه الموسيقية كان مستحيل عليه عمل أي شيء آخر. أسس كلية موسيقية (جمعية تقدم حفلات عامة لاحقا رأسها باخ)، أصبح عازف أرغن للكنيسة الجديدة ثم مدير أوبرا لايبزج فسيطر على الحياة الموسيقية للمدينة حتى أن مديرها الموسيقي يوهان كوناو شعر بالغضب الشديد.
غادر تيلمان لايبزج عام 1705 وبعد مناصب في سوزاو وأيزناخ أصبح مديرا موسيقا لمدينة فرانكفورت في كنيسة «بيرفوت فريرز». كان هناك لتسعة أعوام من 1712 حتى 1721 قبل أن تستدعيه مدينة هامبرج ليكون قائد جوقة يوهانوم مدرسة النحو والمسئولية عن الموسيقى في الخمس كنائس الأساسية للمدينة. نزاع مع السلطات القومية أدى لتقدمه لوظيفة قائد الجوقة عام 1722 لكن تم الصلح (زاد راتبه) وظل في هامبرج حتى وفاته حين خلفه في المنصب ابنه الروحي كارل فيليب إيمانويل باخ.

## هوامش
1. ↑  Archivio Storico Ricordi، QID:Q3621644
2. ↑  Краткий биографический словарь зарубежных композиторов (بالروسية), 1969, QID:Q125935456
3. ↑  MusicBrainz (بالإنجليزية), MetaBrainz Foundation, QID:Q14005
4. 1 2  The Rough Guide to Classical Music by Joe Staines

## روابط خارجية
- غيورغ فيليب تيليمان على موقع IMDb (الإنجليزية)
- غيورغ فيليب تيليمان على موقع الموسوعة البريطانية (الإنجليزية)
- غيورغ فيليب تيليمان على موقع ميوزك برينز (الإنجليزية)
- غيورغ فيليب تيليمان على موقع إن إن دي بي (الإنجليزية)
- غيورغ فيليب تيليمان على موقع أول ميوزيك (الإنجليزية)
- غيورغ فيليب تيليمان على موقع ديسكوغز (الإنجليزية)
- غيورغ فيليب تيليمان على موقع قاعدة بيانات الفيلم (الإنجليزية)